# Cáliz de Santo Domingo de Silos
El Cáliz de Santo Domingo de Silos es un objeto de orfebrería románica utilizado en la liturgia cristiana como cáliz ministerial; tiene 30 cm de altura y está realizado por entero en plata, sobredorada por algunas partes. Data de mediados del siglo XI. En la actualidad se conserva en el museo del monasterio de Silos.

## Historia y descripción

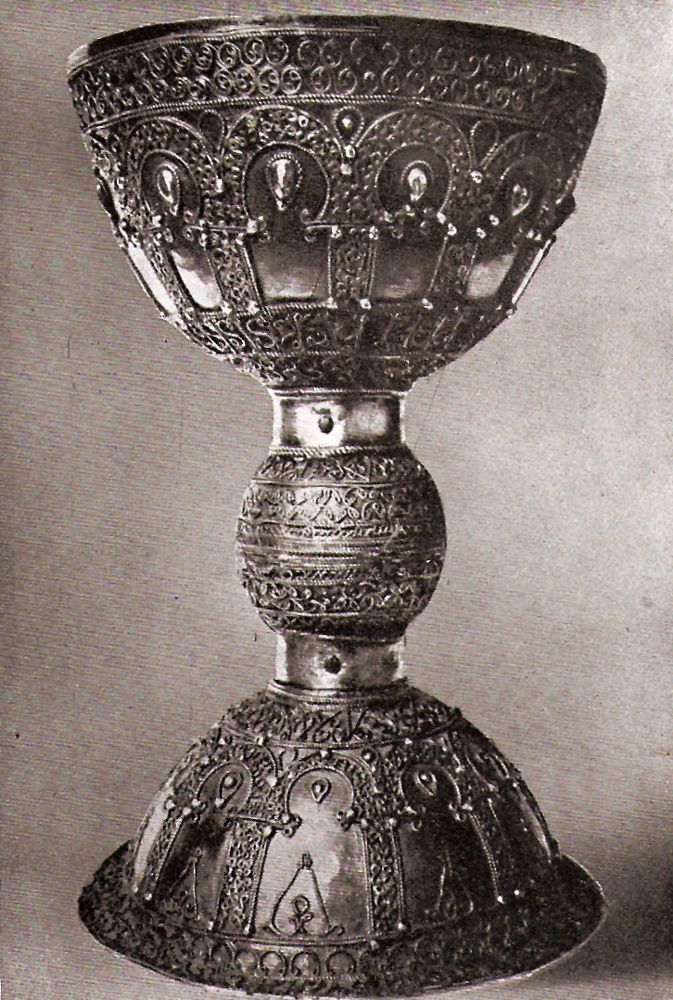
Fotografía en una publicación de 1923.

Se cree que la obra fue realizada en el propio taller de orfebrería que existía en este monasterio y que fue un encargo del abad Domingo, que más tarde sería santo Domingo de Silos. Por iniciativa suya se grabó esta leyenda en la base:

IN NOMINE DOMINI OB HONOREM SCI SABASTIANI DOMINICO ABBAS FECIT

El pie y la copa están unidos por un nudo muy trabajado en filigranas. En realidad todo el cáliz está muy trabajado, con ornamentación de filigranas que dibujan arcos de herradura, lo que hizo sospechar en algún momento al profesor Manuel Gómez-Moreno que podía tratarse de un trabajo mozárabe. Los sucesivos estudios y la cronología rebaten esta opinión, asegurando que se trata de una pervivencia o influencia que se mantuvo en el arte románico leonés.
El resto está decorado con cenefas, dobles eses, cordones, espirales, etc.